# 十市県主今西家保存会
公益財団法人十市県主今西家保存会（といちあがたぬしいまにしけほぞんかい）は、奈良県知事認定の公益財団法人である。

## 役員
- 今西啓仁（代表理事）
- 鈴木嘉吉
- 渡辺定夫
- 中村勉
- 畑祥雄
- 尾田芳信
- 堀井良殷
- 平岡憲人
- 樋口俊夫

## 事業
- 今西家住宅及び古文書、古美術品等の一般公開及び利用
- 今西家住宅及び古文書、古美術品等に関する研究調査
- 今西家住宅及び古文書、古美術品等の研究に対する助成及び協力
- 今西家住宅及び古文書、古美術品等に関する各種刊行物の発行
- 今西家住宅及び古文書、古美術品等の保存管理及び修理
- 今井町街区保存及びそのための助成
- 今井町青少年のための育英助成と補助
- 講演会・講座・体験教室・芸術鑑賞会等による教育普及活動
- その他前条の目的を達成する為に必要な事業

## 入館案内
開館時間
- 10:00 ～ 17:00(16:30までに入館)

入場料
- 大人 400円
- 中学生以下 200円
- 10名以上の団体割引300円（中学生以下100円）

休館日
- 毎週月曜日（祝日の場合は次の平日）

## 沿革
- 1988年（昭和63年）4月：文部省文化庁より認可され、財団法人今西家保存会設立。
- 2014年（平成26年）3月：奈良県知事より公益財団法人十市県主今西家保存会として認定を受ける。

## 交通アクセス
- 近鉄大阪線大和八木駅・近鉄橿原線八木西口駅下車
- 西日本旅客鉄道（JR西日本）桜井線（万葉まほろば線）畝傍駅下車
- 南阪奈道路から高田バイパス寺田ランプで降り、すぐの信号を左折して、五井町交差点を越えて次を右折し、正面が今西家住宅である。